# Înțelepciune

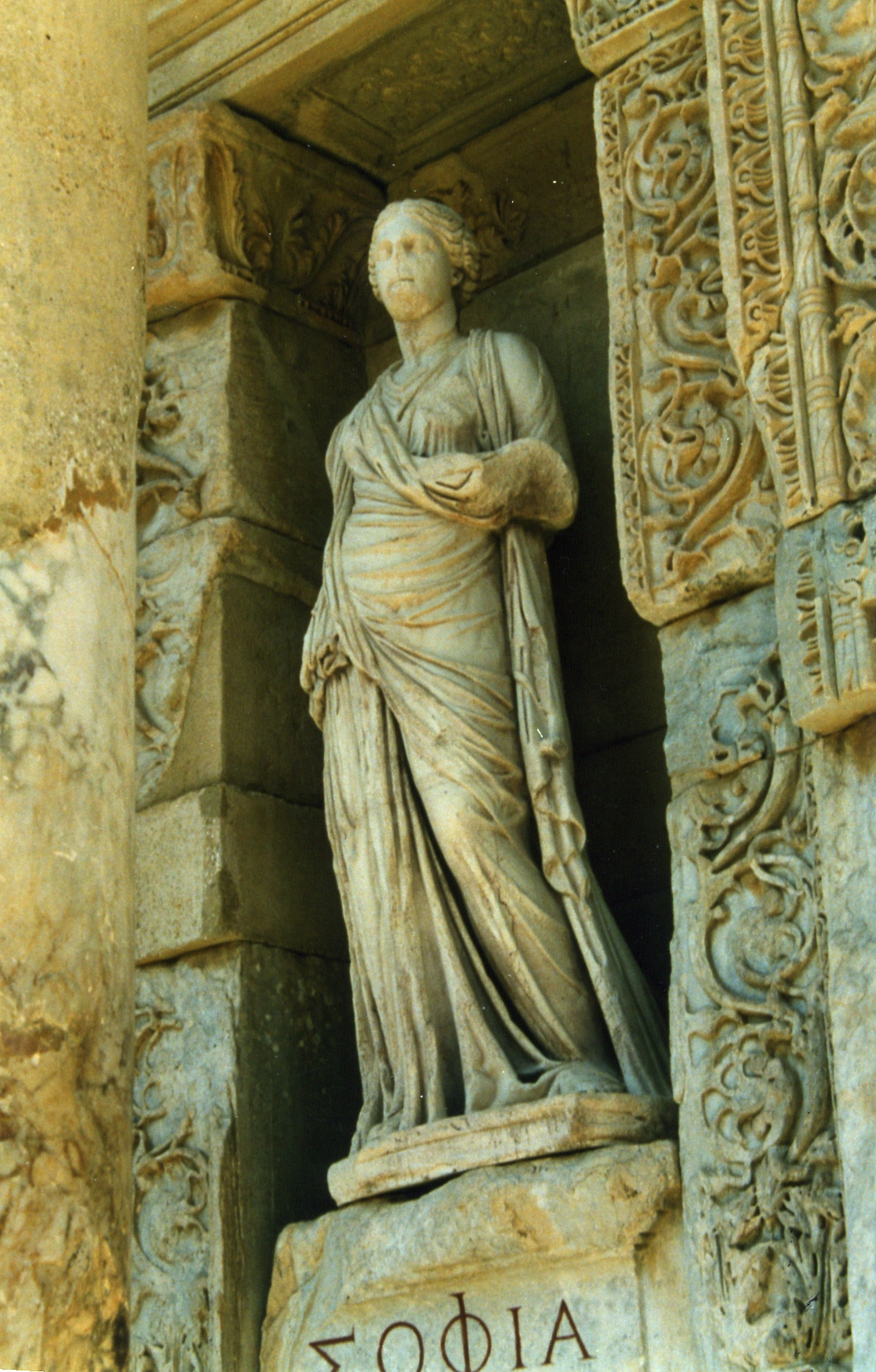
Statuia Înțelepciunii, en, Efes, Anatolia

Înțelepciunea (în greacă Σοφία, transliterat: Sofía) este capacitatea superioară de înțelegere și de judecare a lucrurilor. Este capacitatea de a gândi și de a acționa prin folosirea cunoștințelor, a experienței, a înțelegerii, a bunului simț și insight, prin cumpătare, prudență, moderație determinată de experiență, spirit de prevedere.
Înțelepciunea este cunoaștere, înțelegere, experiență, și înțelegere intuitivă, împreună cu capacitatea de a aplica aceste calități în vederea găsirii de soluții pentru probleme.
Înțelepciunea este asociată cu unele atribute, cum ar fi judecata imparțială, compasiunea, cunoașterea de sine a experienței, auto-transcendența și non-atașamentul și virtuțile precum etica și bunăvoința.
Înțelepciunea a fost definită în multe feluri diferite, incluzând mai multe abordări distincte pentru a evalua caracteristicile atribuite înțelepciunii.